# Campagne augustee lungo il fronte africano ed arabico
Le campagne augustee lungo il fronte africano ed arabico degli anni 30 a.C.-6 d.C. permisero all'impero romano di occupare buona parte delle coste orientali del bacino del Mediterraneo e di aprire nuove vie commerciali tra il mar Mediterraneo e gli imperi orientali fino all'estremo oriente (impero cinese).

## Guerra di occupazione

### Contesto storico
Quasi a dispetto dell'indole apparentemente pacifica di Augusto, il suo principato fu quello più condito da guerre di quanto non lo siano stati quelli della maggior parte dei suoi successori. Solo Traiano e Marco Aurelio si trovarono a lottare contemporaneamente su più fronti, al pari di Augusto. 
Sotto Augusto, infatti, furono coinvolte quasi tutte le frontiere, dall'oceano settentrionale fino alle rive del Ponto, dalle montagne della Cantabria fino al deserto dell'Etiopia, in un piano strategico preordinato che prevedeva il completamento delle conquiste lungo l'intero bacino del Mediterraneo ed in Europa, con lo spostamento dei confini più a nord lungo il Danubio e più ad est lungo l'Elba (in sostituzione del Reno).
Le campagne di Augusto furono effettuate con il fine di consolidare le conquiste disorganiche dell'età repubblicana, le quali rendevano indispensabili numerose annessioni di nuovi territori. Mentre l'Oriente poté rimanere più o meno come Pompeo e Antonio lo avevano lasciato, in Europa fra il Reno ed il Mar Nero fu necessaria una nuova riorganizzazione territoriale in modo da garantire una stabilità interna e, contemporaneamente, frontiere più difendibili.

### Preludio alla guerra
La frontiera meridionale africana, poneva problemi diversi nei suoi settori orientale ed occidentale.
Ad oriente, dopo la conquista nel 30 a.C., l'Egitto divenne la prima provincia imperiale, retta da un prefetto di rango equestre, il prefetto d'Egitto, a cui Ottaviano aveva delegato il proprio imperium sul paese, con ben tre legioni di stanza (III Cyrenaica, VI Ferrata e XXII Deiotariana). Non a caso l'Egitto costituì negli anni seguenti una base di partenza strategica per spedizioni lontane in Arabia felix e Nubia.
Ad occidente la provincia d'Africa e la Cirenaica conobbero diverse guerre contro le popolazioni nomadi del deserto del Sahara come i Garamanti dell'attuale Libia, o i Nasamoni della Tripolitania, o i Musulami della regione di Theveste, o i Getuli ed i Marmaridi delle coste mediterranee centrali.

### Forze in campo
Augusto riuscì a schierare un esercito composto da alcune legioni nel corso di questo trentennio di guerre:
- per il fronte africano occidentale: Legio III Augusta;
- per il fronte egizio: Legio III Cyrenaica, Legio VI Ferrata, Legio XII Fulminata e Legio XXII Deiotariana.[4][5]

Per quanto riguarda le popolazioni combattute dai romani nel sud dell'Egitto si trattava: dei Blemmi e dei Megabari, che vivevano lungo la sponda orientale del Nilo ed erano soggetti ai Kushiti; dei Trogoditi che vivevano sulle montagne lungo la costa del Mar Rosso; dei Nobati (indipendenti dai Meroiti) e che vivevano sulla sponda occidentale del Nilo; ed ovviamente i Kushiti dei regni di Napata e Meroë.

### Campagne militari
Numerosi popoli furono combattuti ed inglobati all'interno dell'Impero romano all'epoca di Augusto, in un periodo compreso tra il 30 a.C. ed il 6 d.C., come è bene evidenziato nei Fasti triumphales del periodo.

#### Fronte africano orientale

La provincia romana d'Egitto durante la conquista romana, al tempo dell'imperatore Augusto.

| Augusto: denario                              | Augusto: denario                                                |
| --------------------------------------------- | --------------------------------------------------------------- |
|                                               |                                                                 |
| CAESAR COS VI, testa di Augusto verso destra; | AEGYPTO CAPTA, un coccodrillo con la bocca aperte verso destra. |
| Argento, 3,83 g; coniato nel 29-27 a.C.       |                                                                 |

30 a.C.La provincia romana dell'Egitto (titolo ufficiale latino: Alexandreae et Aegyptus), fu istituita da Augusto, in seguito alla conquista del paese e alle morti di Cleopatra e Cesarione. L'Egitto divenne parte dell'Impero romano, in qualità di provincia imperiale (fu anzi la prima provincia imperiale propriamente detta) governata da un prefetto scelto dall'Imperatore nell'ordine equestre: il praefectus Alexandreae et Aegypti. Il principale interesse romano per l'Egitto era costituito dalla approvvigionamento di grano per la città di Roma.
29 a.C.Il primo prefetto d'Egitto, Cornelio Gallo, dovette reprimere un'insurrezione nel sud della provincia e condurre un esercito a sud per stabilire un protettorato (una sorta di “zona cuscinetto”), sulle terre comprese tra la prima e la seconda cataratta del Nilo. Nella parte settentrionale della Nubia (la regione del Triakontaschoinos, che si estendeva per 300 km a sud di File) fu quindi posto un tyrannus quale "sovrano cliente" dei Romani.
25 a.C.Il nuovo prefetto d'Egitto, Elio Gallo, fu inviato da Augusto attraverso l'Arabia Felix fino al regno di Saba, con lo scopo di sottomettere i ricchi territori degli Arabi, prendendo così possesso delle vie di comunicazione commerciale con il golfo Persico. Il viaggio si rivelò, però, pieno di insidie per il mancato aiuto di Silleo, posto a capo degli alleati Nabatei, il quale non fornendo adeguate informazioni sui territori esplorati e le strade da percorrere, costrinse i Romani a soffrire oltremodo fame, sete, stanchezza e numerose malattie. Gallo commise, inoltre, un primo errore, preferendo costruire grandi navi (navis longae), sebbene non fosse in corso alcuna guerra navale, tanto più che gli Arabi risultavano per nulla abili, sia negli scontri terrestri sia in quelli marittimi. Erano piuttosto dei commercianti. Ma Gallo non se ne curò e fece costruire ai suoi uomini ben 80 imbarcazioni, tra biremi e triremi, oltre ad alcune navi più leggere, nei pressi di Cleopatris, località situata vicino al vecchio canale che collegava il Nilo. Ma quando si rese conto dell'errore, fece costruire altre centotrenta navi da carico, sulle quali salpò con circa 10 000 fanti della guarnigione romana d'Egitto, come pure truppe di alleati romani, tra cui 500 ebrei (inviati da Erode) e 1 000 Nabatei (inviati dal re Obodas II). Dopo un viaggio difficile durato ben 14 giorni di navigazione, giunse sulle coste arabe, nel porto commerciale di Leukè Kome (Haura) nella terra dei Nabatei, avendo perduto molte delle sue imbarcazioni insieme al loro equipaggio, a causa di una navigazione molto difficoltosa, non tanto per colpa di una flotta nemica che lo ostacolasse. Ciò fu causato dal tradimento di Silleo, il quale aveva sostenuto non vi fosse altro modo per un esercito di arrivarvi via terra, sebbene vi fossero, al contrario, numerose vie carovaniere che conducevano dall'Egitto a Petra in tutta sicurezza e facilità. Tutto ciò avvenne perché il re dei Nabatei, Obodas II, non si curava molto degli affari pubblici e, tanto meno di quelli militari (caratteristica sembra di molti re arabi, come ci tramanda Strabone), lasciando tutto il potere nelle mani di Silleo, che risultò l'artefice del tradimento a Gallo. Egli infatti cercò di esplorare il paese insieme con i Romani, lasciando che fossero questi ultimi a distruggere per lui città e popolazioni, per poi affermarsi come unico dominatore sulle nuove genti, dopo aver tolto di mezzo anche gli stessi Romani, provati da fame, fatica e malattie, ed escogitando, quindi, contro di loro il tradimento. E così mentre Gallo si trovava ancora a Leukè Kome, l'esercito romano fu messo a dura prova dallo scorbuto e da una sindrome che provocava paralisi alla bocca ed alle gambe, disturbi tipici di questa regione, dovuti ad acqua ed erbe. E così Gallo fu costretto a fermarsi per l'intera estate ed inverno del 25 a.C., in attesa di recuperare i malati.
24 a.C.La colonna romana si rimise finalmente in marcia, lungo le rotte per l'India attraverso regioni tali da costringere i Romani a trasportare l'acqua sui cammelli, per la scarsa conoscenza dei luoghi da parte della guide. Il viaggio durò ben trenta giorni, ma alla fine furono raggiunti i territori del "re dei Tamudeni", un certo Areta III, parente di Obodas II. Areta accolse i Romani in modo amichevole offrendo a Gallo numerosi doni di benvenuto. Il paese successivo che Gallo attraversò, apparteneva a tribù nomadi ed era totalmente desertico. Si chiamava Ararenê ed il suo re era un certo Sabos. Impiegò ben cinquanta giorni per attraversarlo, poiché non esistevano strade in quei luoghi. Giunse, quindi, alla città di Negrani (oasi di Najrān), il cui territorio era pacifico e fertile, ed il cui re era fuggito, lasciando che la città fosse occupata al primo assalto. Da qui proseguì e raggiunse un fiume dopo sei giorni, dove gli Arabi attaccarono battaglia con i Romani, ma lasciarono sul campo ben 10 000 morti, contro due soli Romani, poiché non avevano armi adeguate e non erano abituati a combattere. Subito dopo Gallo occupò la città chiamata Asca (la Nasca di Plinio nell'attuale Omrân), anche questa abbandonata dal suo re. Da qui si recò in una città chiamata Athrula, che si arrese senza porre alcuna condizione, dove Gallo pose una sua guarnigione al fine di predisporre sufficienti forniture di grano. Proseguì nuovamente la sua marcia, avanzando fino alla città chiamata Marsiaba o Mariaba (l'attuale Ma'rib nello Yemen), che apparteneva alla tribù dei Rhammanitae, il cui re era un certo Ilasarus. La città fu assediata per sei giorni, ma riuscì a resistere, favorita dalla mancanza d'acqua da parte degli assedianti romani. Gallo fu così costretto a fermarsi a soli due giorni di marcia dal paese che produceva spezie, raggiunto a caro prezzo dopo sei lunghi mesi di marce in territori inospitali, soprattutto a causa della guide corrotte. Accortosi, quindi, del complotto di Silleo, decise di riportare la sua armata, ampiamente decimata, in Egitto. Raggiunse Negrani dopo nove giorni, dove ebbe luogo una nuova battaglia. Poi raggiunse la località di Hepta Phreatae, località che possedeva ben sette pozzi. Da qui, marciando attraverso un paese pacifico, arrivò in un villaggio chiamato Chaalla, e di nuovo in un altro villaggio chiamato Malotha, che si trovava vicino a un fiume. Attraversò un paese deserto con pochi luoghi irrigati, fino ad un villaggio chiamato Egra (o Egracômé), località posta sul mare, nel territorio di Oboda. Ci aveva così messo sessanta giorni di tempo tornando, contro i sei mesi nel recarsi in questi lontani territori. Qui predispose una nuova flotta e attraversò il Mar Rosso raggiungendo prima Myoshormos dopo undici giorni di navigazione e poi Copto (attuale Qift), fino a raggiungere Alessandria d'Egitto. Silleo fu, infine, processato e decapitato. Terminava così l'avventura romana nella penisola arabica, dopo aver raggiunto lo Yemen.
Contemporaneamente alla partenza di Elio Gallo per l'Arabia, i Kushiti del nord dell'attuale Sudan attaccarono la provincia egiziana, in particolare le città/forti di Siene, Elefantina e File, determinando la nomina di un nuovo prefetto d'Egitto, un certo Gaio Petronio. Quest'ultimo con le forze rimaste a difesa della provincia (altri 10 000 armati), fu costretto ad intervenire, riuscendo a battere un esercito di 30 000 Kushiti e costringendoli a ritirarsi a sud di Pselchis (la moderna Dakka). Non contento però di aver fatto numerosi prigionieri due anni prima e di aver occupato la città di Pselchis, decise di compiere una campagna nel paese dei Kushiti. Egli occupò per prima cosa la città di Qasr Ibrim, e poi decise di spingersi ancora più a sud fino a Napata (a 600 km da Qasr Ibrim, all'altezza circa della IV cataratta), una delle loro due capitali, distruggendola completamente e rendendo schiavi i suoi abitanti. Al contrario la seconda capitale, Meroe, riuscì invece a salvarsi dall'assedio romano.
Di queste due ultime campagne ne parla lo stesso Augusto nelle sue Res Gestae:
22 a.C.In seguito ad un nuovo attacco da parte dei Kushiti della regina Candace, il prefetto d'Egitto Petronio fu costretto nuovamente a condurre le proprie armate nel sud del paese. Anche questa volte le forze dei Kushiti furono battute e respinte. La nuova spedizione romana si risolse con un sostanziale successo: i Kushiti furono sufficientemente scoraggiati dal compiere nuove incursioni nella vicina provincia d'Egitto, mentre la regina Candace, costretta da Petronio al pagamento di pesanti tributi, ottenne dallo stesso Augusto, un trattato di pace ed amicizia. Frattanto Petronio lasciava a guardia dei confini meridionali un'unità ausiliaria di 500 armati nella fortezza collinare di Primis (Qasr Ibrim) a circa 200 km a sud di Syene.
15 a.C. circaAugusto nominò proconsole della provincia di Creta e Cirenaica un certo Publio Sulpicio Quirinio. L'incarico in Cirenaica potrebbe essere stato necessario per far fronte alle continue scorrerie delle tribù berbere di Garamanti e Marmaridi, due tribù del deserto del Sahara libico che abitavano a sud di Cirene.

#### Fronte africano occidentale

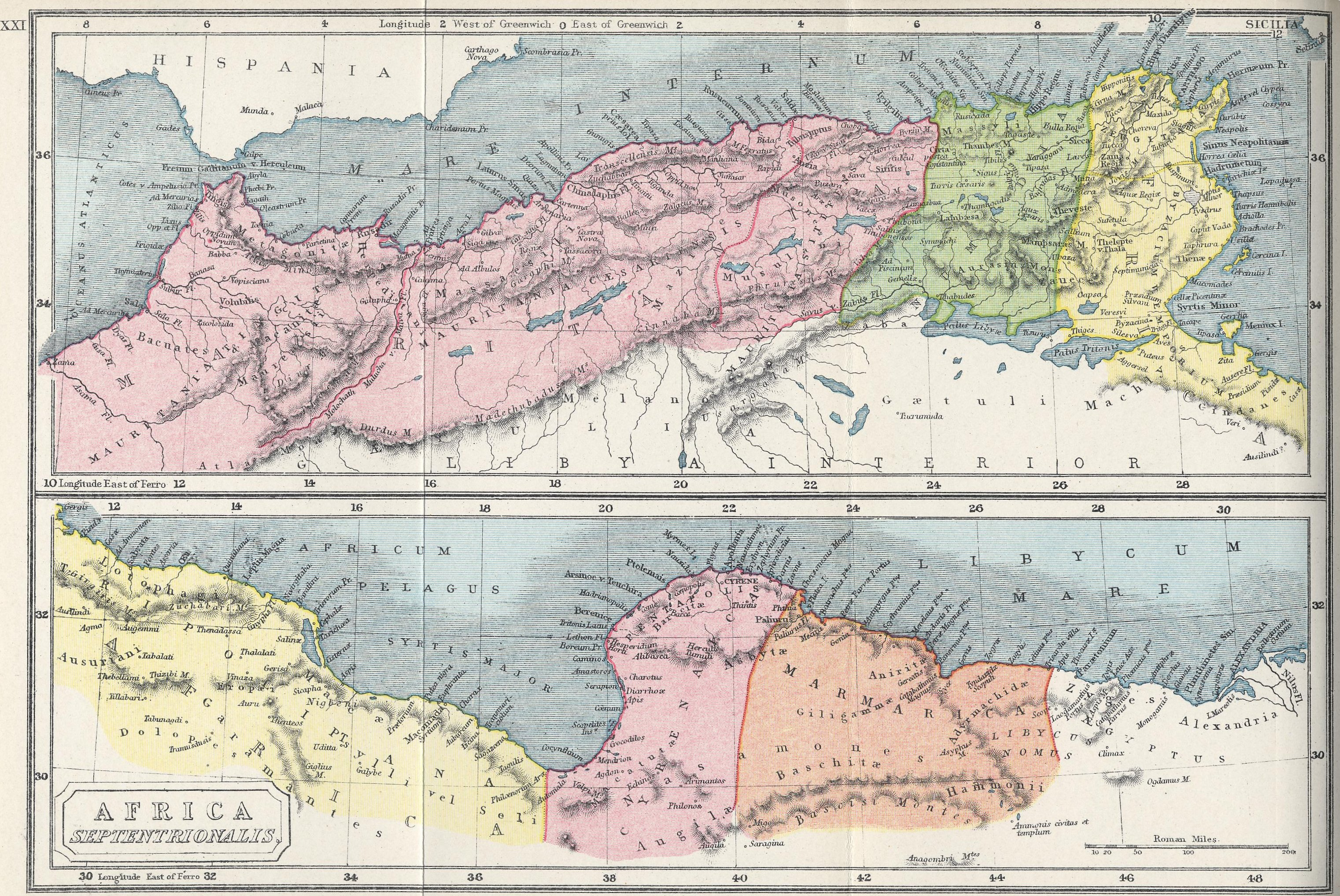
Nelle due mappe sono indicate le "future" province romane di Mauretania Tingitana, Mauretania Caesariensis, oltre a Numidia ed Africa (sopra), Tripolitania e Cerenaica (sotto).

Ad occidente la provincia d'Africa e la Cirenaica conobbero numerose guerre contro numerose popolazioni nomadi dell'area:
29/28 a.C.Lucio Autronio Peto, console suffetto del 33 a.C., ottenne un nuovo trionfo ex Africa il 16 agosto del 28 a.C. per i successi ottenuti l'anno precedente contro le popolazioni che gravitavano attorno alla provincia romana;
22/21 a.C.Lucio Sempronio Atratino, console suffetto del 34 a.C., ottenne il suo trionfo ex Africa il 12 ottobre del 21 a.C.;
20 a.C.Lucio Cornelio Balbo, partito da Sabrata, occupò la capitale dei Garamanti, Garama, e si addentrò fino al Fezzan nel Egli, infatti, in qualità di proconsole d'Africa, condusse un esercito di una decina di migliaia di uomini nel profondo del deserto del Sahara, raggiungendo prima l'oasi di Cydamus (oggi Ghadames) dopo una marcia di circa 550 km, piegando poi ad angolo retto verso sud per altri 650–700 km attraverso l'Hamada el-Hamra, ed infine riuscendo ad occupare i più importanti centri della regione (come Debris e Baracum nell'odierno distretto di Wadi al-Shatii e Tabidium) e la capitale dei Garamanti, Garama (oggi Germa). Da qui sembra avere, inoltre, inviato una spedizione esplorativa al comando di Septimus Flaccus fino nel Fezzan meridionale ed oltre, probabilmente raggiungendo l'ansa del fiume Niger. Per questi successi meritò il Trionfo nel Foro romano come risulta anche nei Fasti triumphales.
1 a.C.-2 d.C.È forse a questi anni che potrebbero attribuirsi nuove campagne vittoriose (forse ancora del proconsole Publio Sulpicio Quirinio, come suggerisce Dione), contro il popolo dei Marmaridi a sud della provincia di Creta et Cyrene. È vero anche che ottenne importanti successi contro le popolazioni dei Nasamoni, costrette al termine delle operazioni militari a pagare un tributo all'impero. In seguito a queste operazioni le legioni III e XXII presero l'appellativo di Cyrenaica.
3-5 d.C.Il console Lucio Passieno Rufo, divenuto governatore della provincia dell'Africa proconsolare, otteneva gli ornamenta triumphalia per aver sconfitto le popolazioni nomade di Getuli e Musulami. È possibile che nel corso di questi eventi, sia stato necessario aumentare il contingente romano della provincia d'Africa a 2 legioni: vale a dire la legio XII Fulminata, posizionata a Thugga, insieme alla legio III Augusta.
5-6 d.C.Il console Cosso Cornelio Lentulo batteva prima i Musulami e poi i Getuli, ottenendo gli ornamenta triumphalia ed il cognomen trasmissibile anche ai figli di Gaetulicus (Getulico).

## Conseguenze

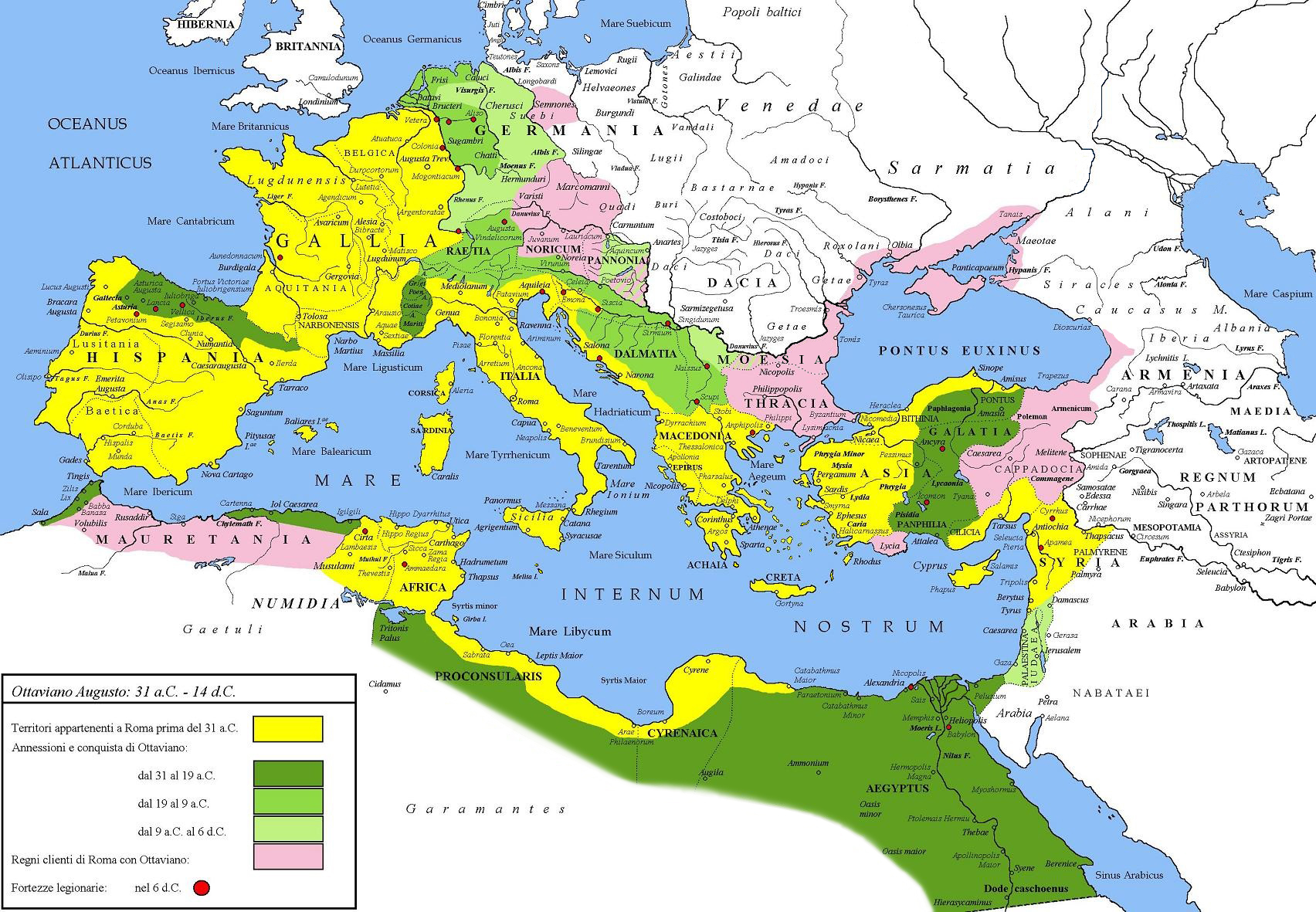
Le conquiste del principato di Augusto, comprese quelle dell'Africa settentrionale.

La conquista del settore strategico del fronte africano rappresentò, grazie all'occupazione “diretta” delle coste orientali del bacino del Mediterraneo e quella “indiretta” (tramite rapporti di clientala) della parte occidentale (Mauretania), il completamento del progetto di rendere questo bacino, un mare interno all'impero romano (chiamato per l'appunto dai Latini "mare internum nostrum"). Queste campagne permisero, inoltre, alle armate augustee di penetrare all'interno dei deserti del Sahara ed arabico, per migliorare le vie commerciali tra il Mar Mediterraneo, la Mesopotamia, l'altopiano iranico, l'India, fino all'estremo oriente (impero cinese), grazie all'intermediazione degli Arabi Lakhmidi.

### Personaggi/Popoli del periodo
- Augusto
- Cornelio Gallo, Elio Gallo, Gaio Petronio, Cornelio Balbo, Sulpicio Quirinio, Passieno Rufo, Cosso Cornelio Lentulo
- Egizi, Garamanti, Nasamoni, Musulami, Getuli e Marmaridi

### Località del periodo
- Egitto (provincia romana)
- Africa (provincia romana)
- Limes romano